# Халев, Василий Дмитриевич
 Василий Дмитриевич Халев  (14 января 1913, Казань — 2 июля 1944, Полоцк) — командир танка 47-го отдельного огнемётного танкового полка (6-я гвардейская армия, 1-й Прибалтийский фронт), младший лейтенант. Герой Советского Союза.

## Биография
Родился 14 января 1913 года в Казани в семье рабочего (по другим данным — в рабочем посёлке Мариец современного Мари-Турекского района Республики Марий Эл). Получил неполное среднее образование. В 1935—1937 годах служил в Красной Армии. В 1940 году Сталинским РВК города Казани вновь был призван в РККА. На фронте с 24 июня 1941 года.
Командир танка младший лейтенант Халев в боях за город Полоцк первым на своём танке ворвался в город, уничтожая из пушки и огнемёта живую силу и технику противника. Израсходовав все боеприпасы, его танк был подбит, экипаж до последней минуты отбивался гранатами. Когда немцы подожгли танк, экипаж танка применил всё возможное, чтобы потушить горящий танк. Не оставив завоеванного рубежа, Халев вместе со своей боевой машиной сгорел, но в плен не сдался.
Указом Президиума Верховного Совета СССР от 24 марта 1945 года за образцовое выполнение боевых заданий Командования на фронте борьбы с немецкими захватчиками и проявленные при этом отвагу и геройство младшему лейтенанту Халеву Василию Дмитриевичу присвоено звание Героя Советского Союза с вручением ордена Ленина и медали «Золотая Звезда» (посмертно).
Похоронен рядом с памятником «Освободителям Полоцка» на площади Свободы в Полоцке (Витебская область).

## Награды
- Медаль «Золотая Звезда» (24.03.1945)[2][3];
- орден Ленина (24.03.1945);
- медали.

## Память
Имя Героя Халева присвоено улице в городе Казань (1965)